# 于蒂耶尔
于蒂耶尔（法語：Hurtières，法語發音：[yʁtjɛʁ]）是法国伊泽尔省的一个市镇，属于格勒诺布尔区。

## 地理
于蒂耶尔（45°17'17"N, 5°58'14"E）面积3.35 平方千米，位于法国奥弗涅-罗讷-阿尔卑斯大区伊泽尔省，该省份为法国东南部内陆省份，北起顺时针与安省、萨瓦省、上阿尔卑斯省、德龙省、阿尔代什省、卢瓦尔省和罗讷省。
与于蒂耶尔接壤的市镇（或旧市镇、城区）包括：拉皮埃尔、泰斯、莱萨德雷、弗罗日附近勒尚。
于蒂耶尔的时区为UTC+01:00、UTC+02:00（夏令时）。

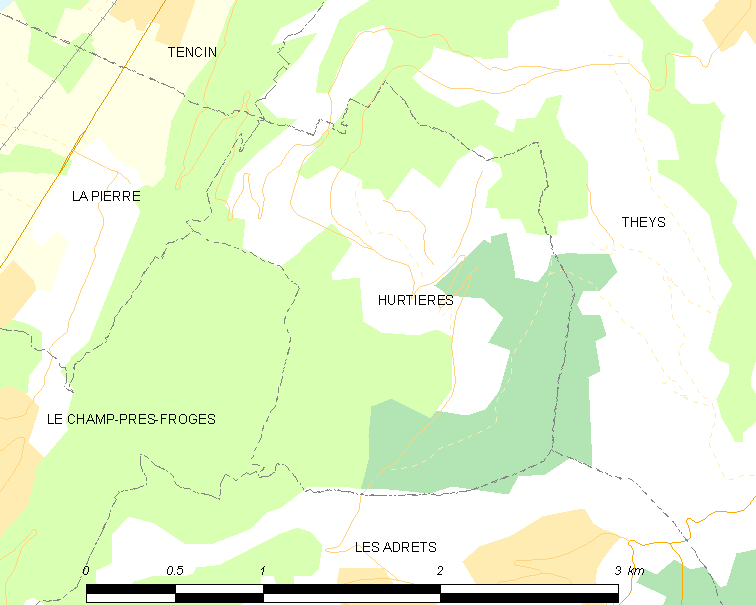
于蒂耶尔的OSM定位图

## 行政
于蒂耶尔的邮政编码为38570，INSEE市镇编码为38192。

## 政治
于蒂耶尔所属的省级选区为上格雷西沃当县。

## 人口

1962-2008年间于蒂耶尔人口变化图示

于蒂耶尔于2022年1月1日时的人口数量为220人。